# Hueytown
Hueytown ist eine Stadt im Jefferson County im US-Bundesstaat Alabama. Das U.S. Census Bureau hat bei der Volkszählung 2020 eine Einwohnerzahl von 16.776 ermittelt.

## Geographie
Hueytowns geographische Koordinaten sind 33° 26′ N, 87° 0′ W (33,437709, −86,997579).
Nach den Angaben des United States Census Bureaus hat die City eine Fläche von 30,1 km², wovon 30,0 km² auf Land und 0,1 km² (= 0,17 %) auf Gewässer entfallen. Allgemein gilt, dass der Ort ein Vorort von Birmingham ist und er gehört zur Birmingham-Hoover Metropolitan Area.

## Demographie
Zum Zeitpunkt des United States Census 2000 bewohnten Hueytown 15.364 Personen. Die Bevölkerungsdichte betrug 510,9 Personen pro km². Es gab 6519 Wohneinheiten, durchschnittlich 216,8 pro km². Die Bevölkerung Hueytowns bestand zu 83,81 % aus Weißen, 15,49 % Schwarzen oder African American, 0,14 % Native American, 0,13 % Asian, 0,08 % gaben an, anderen Rassen anzugehören und 0,34 % nannten zwei oder mehr Rassen. 0,47 % der Bevölkerung erklärten, Hispanos oder Latinos jeglicher Rasse zu sein.
Die Bewohner Hueytowns verteilten sich auf 6155 Haushalte, von denen in 29,5 % Kinder unter 18 Jahren lebten. 57,8 % der Haushalte stellten Verheiratete, 12,3 % hatten einen weiblichen Haushaltsvorstand ohne Ehemann und 26,6 % bildeten keine Familien. 23,9 % der Haushalte bestanden aus Einzelpersonen und in 10,9 % aller Haushalte lebte jemand im Alter von 65 Jahren oder mehr alleine. Die durchschnittliche Haushaltsgröße betrug 2,47 und die durchschnittliche Familiengröße 2,92 Personen.
Die Stadtbevölkerung verteilte sich auf 22,2 % Minderjährige, 8,6 % 18–24-Jährige, 27,6 % 25–44-Jährige, 24,4 % 45–64-Jährige und 17,2 % im Alter von 65 Jahren oder mehr. Das Durchschnittsalter betrug 39 Jahre. Auf jeweils 100 Frauen entfielen 90,2 Männer. Bei den über 18-Jährigen entfielen auf 100 Frauen 86,4 Männer.
Das mittlere Haushaltseinkommen in Hueytown betrug 41.225 US-Dollar und das mittlere Familieneinkommen erreichte die Höhe von 49.380 US-Dollar. Das Durchschnittseinkommen der Männer betrug 36.087 US-Dollar, gegenüber 26.025 US-Dollar bei den Frauen. Das Pro-Kopf-Einkommen in Hueytown war 19.735 US-Dollar. 6,8 % der Bevölkerung und 5,3 % der Familien hatten ein Einkommen unterhalb der Armutsgrenze, davon waren 5,2 % der Minderjährigen und 9,2 % der Altersgruppe 65 Jahre und mehr betroffen.

## Schulen
Die öffentlichen Schulen in Hueytown gehören zum Schulsystem des Jefferson Countys. Es gibt eine Highschool, eine Middle School und zwei Elementary Schools. Hinzu kommen zwei kirchlich getragene Schulen:
- Hueytown High School
- Hueytown Middle School (ehemal Pittman Middle School)
- Hueytown Elementary School
- North Highland Elementary School
- Garywood Christian School
- Brooklane Baptist Academy

Das Schulmaskottchen der Highschool ist ein goldenes Erdhörnchen.

## Sport
HYT ist die übliche Abkürzung für HueYTown im Zusammenhang mit dem Sport, etwa für das Footballteam der Highschool, das 2006 und 2007 die Play-offs des Bundesstaates erreichte. Das Softball-Team wurde einige Male Meister auf Bundesstaatsebene.
Hueytown war die Heimatstadt einer die NASCAR-Serie dominierenden Rennsportgruppe, der Alabama Gang. Die Hauptdurchgangsstraße der Stadt, der Allison-Bonnett Memorial Drive, hat seinen Namen nach den Rennfahrern Bobby, Donnie, Davey und Clifford Allison sowie Neil Bonnett. Dazu gehörte auch die Rennsportlegende Charles „Red“ Farmer.
BMW Motorsport wählte Hueytown zu seiner nordamerikanischen Operationsbasis, bevor das Unternehmen 1975 seine erste Saison in einer Rennserie der International Motor Sports Association (IMSA) absolvierte.

## Söhne und Töchter der Stadt
- Donnie Allison (* 1939), Automobilrennfahrer
- Davey Allison (1961–1993), Automobilrennfahrer
- Mark Waid (* 1962), Comicautor